# Berszinest
Berszinest (románul: Bârsănești) település Romániában, Moldvában, Bákó megyében.

## Fekvése
Ónfalvától északnyugatra fekvő település.

## Története
Berszinestnek a 2002-es népszámláláskor 5105 lakosa volt, melyből 9 magyar, 5090 román, 3 német 3 cigány volt. Ebből 98 római katolikus, 1 református, 4909 ortodox és 97 egyéb vallású volt.